# Пьедади (микрорегион)

Пьедади на карте.

Пьедади (порт. Microrregião de Piedade) — микрорегион в Бразилии, входит в штат Сан-Паулу. Составная часть мезорегиона Макрорегион агломерации Сан-Паулу. 
Население составляет 	189 228	 человек (на 2010 год). Площадь — 	4 171,512	 км². Плотность населения — 	45,36	 чел./км².

## Демография
Согласно сведениям, собранным в ходе переписи 2010 г. Национальным институтом географии и статистики (IBGE), население микрорегиона составляет:						
| Полное население                             | Полное население                             | Полное население                             | Полное население                             | 189 228 |
| -------------------------------------------- | -------------------------------------------- | -------------------------------------------- | -------------------------------------------- | ------- |
| в том числе:                                 | Городское население                          | 96 671                                       | Процент городского населения, %              | 51,09   |
|                                              | Сельское население                           | 92 557                                       | Процент сельского населения, %               | 48,91   |
|                                              | Мужское население                            | 96 247                                       | Процент мужского населения, %                | 50,86   |
|                                              | Женское население                            | 92 981                                       | Процент женского населения, %                | 49,14   |
| Плотность населения, чел/км²                 | Плотность населения, чел/км²                 | Плотность населения, чел/км²                 | Плотность населения, чел/км²                 | 45,36   |
| Население микрорегиона в % к населению штата | Население микрорегиона в % к населению штата | Население микрорегиона в % к населению штата | Население микрорегиона в % к населению штата | 0,46    |

## Статистика
- Валовой внутренний продукт на 2003 составляет 1 281 214 796,00 реалов (данные: Бразильский институт географии и статистики).
- Валовой внутренний продукт на душу населения на 2003 составляет 6680,12 реалов (данные: Бразильский институт географии и статистики).
- Индекс развития человеческого потенциала на 2000 составляет 0,756 (данные: Программа развития ООН).

## Состав микрорегиона
В составе микрорегиона включены следующие муниципалитеты:
1. Ибиуна
2. Пьедади
3. Пилар-ду-Сул
4. Сан-Мигел-Арканжу
5. Тапираи